# 21586 Pourkaviani
A 21586 Pourkaviani (ideiglenes jelöléssel 1998 SU129) a Naprendszer kisbolygóövében található aszteroida. A LINEAR projekt keretében fedezték fel 1998. szeptember 26-án.